# Lo Perxe de la Portella
Lo Perxe de la Portella és una obra de Vinebre (Ribera d'Ebre) inclosa a l'Inventari del Patrimoni Arquitectònic de Catalunya.

## Descripció
Perxe de dos trams que comunica el carrer Major i la plaça del Rei. Es troba construït sota un edifici entre mitgeres de tres nivells d'alçat. Des del carrer Major s'obre formant un arc còncau convex, des d'on es poden veure una arrencada d'arc i un arc de mig punt adovellat, entre els quals hi havia la porta que tancava la població. El sostre d'aquesta part ha estat reformat amb bigues de formigó. En un dels murs del següent tram hi ha un portal d'arc pla de pedra acarada, amb una orla on hi ha l'anagrama de Crist i la data 1606. Aquesta part queda coberta amb l'embigat de fusta original.

## Història
Lo perxe de la Portella era una de les portes d'entrada de la Vila nova que es construí l'any 1285, després de la destrucció de l'antic Vinebre per part dels Entença de Móra. Aquesta porta donava al riu, que fa uns dos-cents anys encara passava per Vinebre, deixant una illa entre Vinebre i Ascó. L'escut gravat a l'interior del perxe data de 1606, quatre anys abans de l'expulsió dels moriscos d'Ascó, i és un testimoni de la conversió al cristianisme dels de Vinebre, motiu pel qual no van ser expulsats.